# El Ocotillo, Veracruz
El Ocotillo är en ort i Mexiko.   Den ligger i kommunen Colipa och delstaten Veracruz, i den sydöstra delen av landet, 260 km öster om huvudstaden Mexico City. El Ocotillo ligger 174 meter över havet och antalet invånare är 139.
Terrängen runt El Ocotillo är kuperad. Runt El Ocotillo är det ganska tätbefolkat, med 100 invånare per kvadratkilometer. Närmaste större samhälle är Misantla, 17,0 km väster om El Ocotillo. I omgivningarna runt El Ocotillo växer huvudsakligen savannskog.